# 鞍背山 (新南威尔士州)
鞍背山（Saddleback Mountain，又译马鞍山）位于澳大利亚新南威尔士州境内，伊拉瓦拉地区的凯亚马（Kiama）附近。这座山在伊拉瓦拉断崖处上升至海拔约600米（2000英尺），可一览海拔662米（2172英尺）的努里南山（Noorinan Mountain）景色，天气晴朗时，向西可以看到巴伦荒原高地（Barren Grounds Plareau）， 向南可望见库兰加塔山（Coolangatta Mountain）和乌拉杜拉（Ulladula）的鸽舍山（Pigeon House Mountain），向北视线则可越过伊拉瓦拉湖和伊拉瓦拉断崖，直至克罗努拉（Cronulla）的沙丘和科内尔（Kurnell）的炼油厂。

## 位置和特色
身在凯亚马和贝壳港观望此山时，其山峰看起来是一个独特的马鞍型，且与伊拉瓦拉断崖的最南端以及努里南山通过一条高耸的山脊相连（尽管断崖本身继续进入袋鼠谷）。由早期的测量员霍多（Hoddle）建造的霍多斯小道（Hoddles Track）正在这条山脊上，曾经从鲍勒尔（Bowral）延伸到凯亚马，但不久后一条更好的路线在悬崖上被找到了。这一段位于巴伦荒原高地的边缘（努里南山），但无法进入巴伦荒原保护区。一条分支小路通往努里南山海角南部的福克斯格朗德（Foxground）。
山顶可由马鞍山公路到达，此路从凯亚马出发经过一个从主路下来的陡峭转弯到达山顶。此部分经常被步行者和轿车使用，而巴士则因为行驶在此处风险较大被禁止进入。山顶输电塔附近，以及西边和南边的观景台，可享受美景，深受游客和驾驶者的欢迎，开车人沿着蜿蜒曲折的道路，经过此地随处可见的奶牛村落前往山顶。观景点建于木质平台之上，可将努里南山，骑士山（Knights Hill），伊拉瓦拉湖，斯多克雅德山（Stockyard Mountain）和平原的其他特色的美景尽收眼底。肯布拉港 （Kembla Port）的烟囱在地平线附近脱颖而出。西部观景台可以看到努里南山的海角和巴伦荒原高地，以及南部的福克斯山（Fox Mountain），库兰加塔山和肖尔黑文河（Shoalhaven River）。
此山的山脚向下延伸，一边到达凯亚马和格林贡（Gerringong）直至大海，另一边到达詹伯茹山谷和米娜姆拉河。整个区域曾经被一片称之为“伊拉瓦拉刷子”（Illawarra Scrub）的亚热带雨林所覆盖，如今雨林只剩山顶观景台附近的一小块区域。山脚下有大量奶牛养殖场，留存了许多历史悠久的干墙。山的东部山脊是马鞍鞍背所在，而北边的山脚有着杰拉拉大坝(Jerrara Dam)。这座水坝建于19世纪，是该地区最初的供水来源。在山顶的北面是第二个山尖，鲜为人知，称为布兰登山(Mount Brandon)。南面约三公里(1.9英里) 是福克斯山，为马鞍山的延伸，拥有自己的山尖。
此山为一坍塌的火山口。

## 索引来源
1. ↑  . Geographical Names Register (GNR) of NSW. Geographical Names Board of New South Wales.   [12 May 2015].